# Rhytidoponera scabra
Rhytidoponera scabra är en myrart som först beskrevs av Mayr 1876.  Rhytidoponera scabra ingår i släktet Rhytidoponera och familjen myror. Inga underarter finns listade i Catalogue of Life.